# جوليان سوخوتسكي
جوليان كارول سوخوتسكي (2 فبراير 1842، وارسو، كونغرس بولندا، الإمبراطورية الروسية - 14 ديسمبر 1927، لينينغراد، الاتحاد السوفياتي) (بالروسية: Юлиан Васильевич Сохоцкий)‏; (بالبولندية: Julian Karol Sochocki)‏ هو رياضياتي روسي-بولندي.

## مسيرته
وُلد سوخوتسكي سنة 1842 في مدينة وارسو التي كانت تحت السيطرة الروسية. في عام 1860 سجل في قسم الرياضيات الفيزيائية في جامعة سانت بطرسبرغ الحكومية. توقف عن الدراسة في الفترة من 1860 إلى 1865 بسبب تورطه في الحركة القومية البولندية، ثم اضطر إلى العودة إلى وارسو هربًا من المقاضاة.
في عام 1866 تخرج من قسم الفيزياء والرياضيات في جامعة سانت بطرسبرغ. في عام 1868 حصل على درجة الماجستير، وفي عام 1873 حصل على شهادة الدكتوراه.
منذ سنة 1868 أصبح يُحاضر في جامعة سان بطرسبرج. وفي سنة 1894 تم انتخابه عضوا مناظرا في الأكاديمية البولندية للفنون والعلوم.
توفي سوخوتسكي بتاريخ 14 ديسمبر 1927 في دار لرعاية المسنين في لينينغراد.

## روابط خارجية
- Yulian Vasilievich Sokhotski (in Russian)
- O'Connor، John J.؛ Robertson، Edmund F.، "جوليان سوخوتسكي"، تاريخ ماكتوتور لأرشيف الرياضيات